# Umhlabuyalingana
Umhlabuyalingana es un municipio local sudafricano situado en el distrito de Umkhanyakude, en la provincia de KwaZulu-Natal.

## Superficie
Umhlabuyalingana tiene una superficie de 4977 km².

## Demografía
En 2022, tenía 191 660 habitantes, una densidad poblacional de 38,51 hab./km², y 34 686 viviendas.